# Denílson Antônio Paludo
Denílson Antônio Paludo (sinh ngày 8 tháng 10 năm 1972) là một cầu thủ bóng đá người Brasil.

## Sự nghiệp câu lạc bộ
Denílson Antônio Paludo đã từng chơi cho Yokohama Flügels.

## Thống kê câu lạc bộ

### J.League
| Đội              | Năm       | J.League | J.League | J.League Cup | J.League Cup | Tổng cộng | Tổng cộng |
| Đội              | Năm       | Trận     | Bàn      | Trận         | Bàn          | Trận      | Bàn       |
| ---------------- | --------- | -------- | -------- | ------------ | ------------ | --------- | --------- |
| Yokohama Flügels | 1996      | 3        | 0        | 8            | 1            | 11        | 1         |
| Tổng cộng        | Tổng cộng | 3        | 0        | 8            | 1            | 11        | 1         |